# William Hudson

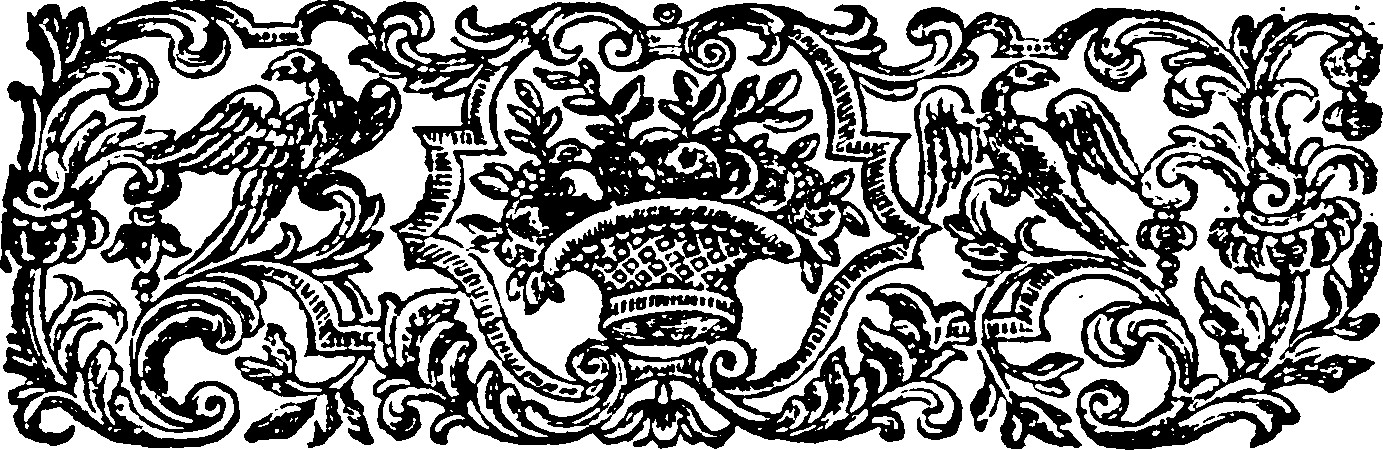
Floró de llibre de William Hudsoni Regiæ Societatis Socii et Pharmacopæi Londinensis.

William Hudson FRS (cap a 1730 − 23 de maig de 1793) va ser un farmacèutic i botànic anglès que residia a Londres. La seva obra principal és Flora Anglica, publicada l'any 1762.

## Biografia
Hudson nasqué a White Lion Inn, Kendal, establiment regentat pel seu pare, entre 1730 i 1732. Estudià l'escola de gramàtica de Kendal i es va fer aotecari a Londres. Obtingué el premi de botànica atorgat per la Apothecaries' Company, una còpia de la Synopsis de Kay, però també prestà atenció als mol·luscs i els insectess. En la British Zoology de Pennant se’l menciona com el descobridor de Trochus terrestris. De 1757 a 1768 Hudson va ser subbibliotecari del British Museum, i els seus estudis de l'herbari Sloane herbarium li permeteren adaptar a la nomenclatura de Linneu les plantes descrites per Ray de manera més acurada que la que va fer Sir John Hill en la seva Flora Britannica de l'any 1700.
L'any 1761 Hudson va ser elegit membre de la Royal Society, i l'any següent aparegué la primera edició de lka seva Flora Anglica, que segons Pulteney i Sir J. E. Smith, "marquen l'establiment dels principis lineans de botànica a Anglaterra." Una edició engrandida d'aquesta obra aparegué l'any 1778; però el 1783 la residència de l'autor s'incendià i es perderen gran part de les seves col·leccions d'insectes i plantes.
El 1791 s'uní a la recent fundada Linnean Society. Morí a Jermyn Street.
El commenora el gènere Hudsonia de cistàcies de Nord-amèrica..

## Algunes obres
- Flora Anglica (1762) - 1798 printing

Signatura abreujada com a botànic: Huds.